# یونس موسوی
یونس موسوی (زاده ۱۳۳۷) سیاست‌مدار ایرانی است، که در دوره چهارم مجلس شورای اسلامی به‌عنوان نماینده حوزهٔ انتخابیهٔ آبادان، از استان خوزستان در مجلس شورای اسلامی حضور داشت.